# James Green Douglas
James Green Douglas (1887 – 16 de setembre de 1954) va ser un polític i empresari irlandès.

## Biografia
Douglas era el més gran dels nou fills que van tenir John Douglas (1861–1931), originari de Grange, al comtat de Tyrone, i la seva muller, Emily (1864–1933), filla de John i Mary Mitton de Gortin, Coalisland, també de Tyrone. La geneologia de la família Douglas es pot traçar fins a Samuel Douglas, de Coolhill, a Killyman.
Convençut defensor de la "Home Rule", va escriure que el seu punt de vista polític havia canviat en el transcurs de l'alçament de Pasqua, principalment a causa de l'ocupació de la ciutat per part de l'exèrcit britànic, veient que els mètodes parlamentaris no serien suficients per eliminar la presència britànica a Irlanda.
Douglas era un nacionalista irlandès i quàquer, director de la Irish White Cross entre 1920 i 1922. Fou escollit per Michael Collins com a director del comitè per redactar la Constitució de l'Estat Lliure Irlandès tot just acabada la Guerra d'Independència Irlandesa.
També fou un membre molt actiu de la Seanad Éireann, el Senat, entre 1922 i 1936, regit per la constitució que havia ajudat a redactar. El 1922 fou escollit com el primer vicepresident del Senat. El Senat fou abolit el 1936 i restablert segons els termes de la Constitució de 1937; de nou, fou un membre actiu del Senat entre 1938 i 1943, i entre 1944 i 1954. Els temes en què més es va implicar com a senador foren el dels refugiats internacionals i la Societat de Nacions.
El 14 de febrer de 1911 Douglas es va casar amb Georgina (Ena) Culley (1883–1959), originària de Tirsogue, Lurgan, al comtat d'Armagh. Els seus fills van ser John Harold Douglas (1912–1982), que va substituir al seu pare com a senador, i James Arthur Douglas (1915–1990).